# Кальміус (станція)
Ка́льміус — вантажно-пасажирська залізнична станція Донецької дирекції Донецької залізниці.
Розташована в Червоногвардійському районі Макіївки, Донецька область, на лінії Ясинувата-Пасажирська — Ларине між станціями Ясинувата (8 км) та Донецьк II (6 км).
Див. також.: Богодухівська залізнична гілка.
Через військову агресію Росії на сході України транспортне сполучення припинене, водночас Яндекс.Розклади вказує на наявність пасажирських перевезень.